# عداء المتاهة: تجارب السكورش
عداء المتاهة: تجارب سكرش هو فيلم ديستوبيا خيال علمي أمريكي من إخراج وس بيل، قائم على تجارب السكورش، الكتاب الثاني من ثلاثية عداء المتاهة، للكاتب جيمس ديشنر، مع سيناريو من تي.إس. نولين. هو تتمة فيلم عداء المتاهة (2014) والفيلم الثاني من سلسلة أفلام عداء المتاهة. تم إضافة طاقم تمثيل مساند :روزا سالازار، جيكوب لوفلاند، آيدان جيلن، جيانكارلو اسبوزيتو، باري بيبر وليلي تايلور إلى طاقم التمثيل الموجود مسبقا : ديلن أوبراين،توماس برودي-سانغستر، كي هونغ لي، كايا سكوديلاريو وباتريسيا كلاركسون.
أصدرَ عداء المتاهة:تجارب سكورش في 18 سبتمبر 2015 في الولايات المتحدة الأمريكية من طرف تونتيث سينتشوري فوكس في آيماكس.وله جزء ثالث 2018.

## القصة
في الفصل التالي من قصة "عداء المتاهة"، واجه توماس ورفقة الغلايدرز تحديهم الأكبر حتى الآن:بحثا عن أدلة حول المنظمة الغامضة والقوية المعروفة بWCKD.أخذتهم رحلتهم إلى التلويح، منظر طبيعي موحش مليء بالعوائق التي لا يمكن تصورها. كفريق واحد مع مقاتلي المقاومة، أخذ الغلايدرز قوات الWCKD المتفوقة بشكل كبير وكشفوا خططهم التي كانت صادمة لهم.

## طاقم التمثيل
- ديلن أوبراين بدور توماس
- توماس برودي-سانغستر بدور نوت
- كي هونغ لي بدور مينهو
- روزا سالازار بدور بريندا
- كايا سكوديلاريو بدور تريسا آغنس
- جيكوب لوفلاند بدور آريس جونز
- آيدان جيلن بدور جانسن/رات-مات
- جيانكارلو اسبوزيتو بدور جورج
- باري بيبر بدور فينس
- ليلي تايلور بدور ماري كوبر
- باتريسيا كلاركسون بدور آفا بايج
- كاثرين ماكنمارا بدور وينستون
- ألكسندر داردن بدور فريبان
- راندل دي.كونينغام بدور كلينت

## وصلات خارجية
- عداء المتاهة: تجارب السكورش على موقع IMDb (الإنجليزية)
- عداء المتاهة: تجارب السكورش على موقع ميتاكريتيك (الإنجليزية)
- عداء المتاهة: تجارب السكورش على موقع روتن توميتوز (الإنجليزية)
- عداء المتاهة: تجارب السكورش على موقع نتفليكس (الإنجليزية)
- عداء المتاهة: تجارب السكورش على موقع قاعدة بيانات الأفلام العربية
- عداء المتاهة: تجارب السكورش على موقع ألو سيني (الفرنسية)
- عداء المتاهة: تجارب السكورش على موقع Turner Classic Movies (الإنجليزية)
- عداء المتاهة: تجارب السكورش على موقع أول موفي (الإنجليزية)
- عداء المتاهة: تجارب السكورش على موقع بوكس أوفيس موجو (الإنجليزية)
- عداء المتاهة: تجارب السكورش على موقع فيلمافينيتي (الإسبانية)